# 黑鰭彎線䲁
黑鰭彎線鳚（學名：Helcogramma fuscopinna），為輻鰭魚綱鱸形目三鰭鳚科的其中一種，分布於印度西太平洋區，包括東非、阿拉伯半島、馬爾地夫、模里西斯、塞席爾群島、台灣、菲律賓、巴布亞紐幾內亞等海域，深度0至10公尺，本魚體型小呈圓柱狀，雄魚頭部眼睛下方從嘴到胸鰭基部有一條藍色條紋，腹側一半有黑色掩蔽，身體呈粉橙色，腹部有散佈的暗色蓮花狀斑，魚鰭黑色，背鰭硬棘16-18枚、背鰭軟條10-12枚、臀鰭硬棘1枚、臀鰭軟條19-21枚，體長可達3.8公分，棲息在岩礁區，以藻類為食，雌魚產附著性卵在藻類築的巢，雄魚會守護卵，幼魚為浮游性，生活習性不明。

## 外部連結
- 黑鰭彎線鳚的圖片 （页面存档备份，存于）

## 擴展閱讀
維基物種上的相關：黑鰭彎線鳚
1. ↑  Holleman, W. . The IUCN Red List of Threatened Species. 2014, 2014: e.T179044A1563064  [19 November 2021]. doi:10.2305/IUCN.UK.2014-3.RLTS.T179044A1563064.en .